# أولا ستينبرج
أولا (جوهانا أولريكا) ستينبرج (بالسويدية: Ulla Stenberg)‏ (1792-1858) كانت صانعة بروكار دمشقي سويدية.
كانت ستينبرج ابنة النائب نيلز يوهان كولياندر في يونشوبينغ . كانت تصنع البروكار الدمشقي باحتراف بدأ من العام 1822، وكان لديها مدرستها الخاصة للنسيج في عام 1830. صممت أنماط جديدة من البروكار الدمشقي. شاركت في المعارض الفنية في قصر الأمير كارل في ستوكهولم 1834-1840 وفي ستوكهولم ولندن في عام 1851 وباريس في عام 1855. كان لديها إثبات توريد ملكي في كل من السويد وللعملاء الدوليين.